# 45-й калибр
«45-й калибр» (англ. .45) — криминальная драма 2006 года режиссёра Гари Леннона. В главной роли — Милла Йовович и в злодейской роли — Ангус Макфадьен. Фильм рассказывает о супружеской паре, которая занимается нелегальной продажей оружия в Нью-Йорке в 1970-х годах.
Съёмки ленты проходили в Торонто в 2006 году.

## Сюжет
Большой Эл и его подруга Кэт - мелкие мошенники, торгующие оружием и краденым в Квинсе. У них веселые отношения, полные секса и алкоголя. Живя в убогой квартире, они торгуют «левым» оружием, а также ловко избегают полиции Нью-Йорка и АТФ. Однако Вик, лучшая подруга и бывшая любовница Кэт, все еще любящая ее, ненавидит Большого Эла и не одобряет их отношений.
Большого Эла чуть не арестовывают в баре во время полицейского рейда, но отпускают. Вернувшись домой, они ловят вора, пытающегося вынести из окна их новый телевизор, и Большой Эл устраивает ему взбучку. Они звонят в полицию и ругают ее за то, что они не ловят «настоящих жуликов», окруженные украденными товарами, которые являются их средствами к существованию. Встретившись со своим старым партнером Рейли, они угоняют машину, а Эл пытается убедить его вернуться и помочь Элу вести оружейный бизнес.
Однако у Кэт есть свои собственные планы; она хочет продавать оружие самостоятельно, чтобы обеспечить себя, так как она хочет переехать из Квинса в более приличный район, возможно, на пляже. Она встречается с Хосе, наркоторговцем и соперником Большого Эла, и продает ему пистолет. Однако Клэнси, местный стукач, работающий на Эла, замечает их. Кэт возвращается домой и делает вид, что гуляла с Вик, чем огорчает Эла.
Когда Хосе нагло приходит в местный бар Эла и флиртует с Кэт, Эл, Клэнси и их друзья наказывают его, отрезая ему пальцы. Позже Эл приходит домой и, основываясь на комментариях Клэнси, обвиняет Кэт в сексе с «латиносом». Он заставляет ее признаться во лжи ему, а затем избивает ее, оставляя ее с подбитым глазом и кровоточащей губой, и даже отрезает куски ее волос. После того как он покидает квартиру на следующий день, Вик и Рейли приходят утешить ее, клянясь отомстить, но Эл возвращается домой; завязывается драка, в ходе которой Эл стреляет и ранит Кэт, после чего его арестовывают.
В полицейском участке Кэт допрашивает Лиз, член группы пострадавших от насилия, которая предлагает защиту через убежище или судебный приказ. Лиз объясняет, что Эл на самом деле не любит ее, и она раньше была в жестоком браке. Однако Кэт отказывается выдвигать обвинения, но в конце концов решает уйти.
Впоследствии Большой Эл прокрадывается через окно, когда она собирает вещи, угрожает ей смертью, если она когда-нибудь уйдет, и говорит, что ей негде спрятаться от него. Когда Лиз и Вик приезжают, чтобы забрать ее, он убеждает Кэт сказать им, что она хочет остаться. Лиз угрожает «прикончить его», если он когда-нибудь прикоснется к Кэт, но в конце концов они уходят без нее.
Убеждая Эла в том, что их отношения вернулись в прежнее русло, она тайно придумывает план: соблазнить Вик, Рейли, Хосе и Лиз, и сказать каждому из них, что она сделает все, чтобы избавиться от Большого Эла. Убедив Эла остаться дома однажды вечером, фигура в капюшоне берет куртку Большого Эла с его именем на ней, его зарегистрированный пистолет 45-го калибра и стреляет в Клэнси. На следующий день Большой Эл заходит в церковь и угрожает священнику, отцу Даффелу, говоря, что он ненавидит слабость. На выходе из церкви Эла арестовывают за убийство Клэнси, а толпа местных жителей наблюдает за ним с другой стороны улицы, среди них Кэт, Вик и Рейли.
Позже в полицейском участке Большой Эл умоляет Кэт найти настоящего убийцу, зная, что его подставили, но не может понять, кто это сделал. Постепенно Кэт обнаруживает, что она стоит за заговором и теперь отвечает за него. Позже Рейли и Вик обсуждают, кто убийца, а затем понимают, что они оба боятся тяжелых перемен в Кэт, и решают начать отношения вместе.
Довольно скоро Кэт встречается с убийцей в капюшоне: это была Лиз. После поцелуя Лиз говорит, что теперь они могут быть вместе, но Кэт объясняет, что она только использовала ее, и благодарит ее за совет о том, как быть сильной женщиной, и оставляет Лиз убитой горем. Кэт берет на себя оружейный бизнес, и фильм заканчивается тем, что она рассказывает всю историю из пляжного района, в котором она хотела жить, после чего уходит.

## В ролях
| Актёр           | Роль       |
| --------------- | ---------- |
| Милла Йовович   | Кэт        |
| Ангус Макфадьен | Большой Эл |
| Стивен Дорфф    | Рэйли      |
| Аиша Тайлер     | Лиз        |
| Сара Стрэйндж   | Вик        |